# Brie Bella
Brianna Monique Danielson (* 21. November 1983 in San Diego, Kalifornien als Brianna Monique Garcia-Colace) ist ein US-amerikanisches Model, Schauspielerin und Wrestlerin, besser bekannt unter ihrem Ringnamen Brie Bella. Zusammen mit ihrer Zwillingsschwester Nikki Bella trat sie in einem Tag-Team als The Bella Twins auf und gewann einmal den WWE Divas Championship. Seit April 2016 legt sie eine Babypause ein.

## Leben

### Kindheit und Jugend
Brie Bella kam 16 Minuten nach ihrer Zwillingsschwester Nikki auf die Welt. Sie wuchsen bei ihren Eltern Jon Garcia und Kathy Colace auf einer Farm in Scottsdale, Arizona auf. Ihre Schulzeit verbrachten sie bis zur dritten Klasse zusammen, danach ließ die Mutter die beiden trennen. Ihren Abschluss machten sie beide an der Chapparal High School 2002. Beide spielten Fußball für Scottsdale Sie begannen nach dem Abschluss am Grossmont College zu studieren. Jedoch brachen beide ihr Studium ab und jobbten zunächst als Bedienung im Mondrian Hotel in Los Angeles, während sie einen Manager suchten.

### WWE
Nach einem erfolglosen Versuch bei der WWE Diva Search erhielten beide 2007 einen Vertrag bei Florida Championship Wrestling, die damals als Talentschmiede für den Marktführer World Wrestling Entertainment gedacht war. Trainiert wurden beide von  Tom Prichard und später von Natalya Neidhart.
2008 gelang ihnen schließlich der Sprung zum Marktführer. Sie kamen zu WWE Smackdown. Zunächst wurde Brie Bella eingeführt und Nikki trat immer nur auf, als Brie unter den Ring flüchtete. So wechselten die beiden die Rollen und Nikki durfte den Kampf für ihre Schwester gewinnen. Später bildeten die beiden ein erfolgreiches Tag-Team. 2009 kam es zum Storyline-Bruch der beiden. Brie unterlag ihrer Schwester im ersten Match gegeneinander.
2009 wurden beide zu WWE Raw und etwas später zur ECW und wieder zurück gedraftet, wo sie weiter als Tag-Team antraten. Brie Bella war dann die erste der beiden Schwestern, die den WWE Diva Championship gewinnen durfte. Sie besiegte Eve Torres am 4. April 2011 bei einer Raw-Veranstaltung in Bridgeport, Connecticut. Den Titel behielt sie 70 Tage und unterlag dann Kelly Kelly, die in einem Fan-Voting zum Nummer-eins-Herausforderer erklärt wurde.
Zwischen 2012 und 2013 traten die beiden bei einigen Independent-Shows an, nachdem sie kurzzeitig die WWE verlassen hatten. 2013 kehrten sie zur WWE zurück. Anschließend waren die beiden Stars der Reality-TV-Serie Total Divas. Danach fehdeten sie untereinander und traten weiter als Tag-Team an. Brie Bella hatte danach weniger Einzelerfolge als ihre Schwester.
Brie verkündete im April 2016 eine längere Pause vom Ringsport. Ihr letzter Auftritt war der Gewinn eines 10-Diva-Tag-Team-Matches in der Kick-off-Show zu WrestleMania 32, als sie Naomi zur Aufgabe zwang. Sie bleibt der WWE aber als „Ambassador“ (einer Art Sprecherin) erhalten. Hintergrund war eine Schwangerschaft.
Am 6. April 2021 wurde sie in die Hall of Fame eingeführt.
Im März 2023 verkündete sie gemeinsam mit ihrer Zwillingsschwester Nikki Bella, dass sie ihre Verträge bei der WWE auslaufen haben lassen und somit die WWE verlassen. Seitdem trägt Brie Bella wieder ihren bürgerlichen Nachnamen.

## Privatleben
Bella Brie war in einer Beziehung mit Richie Kotzen (ex-Poison). Seit 2011 ist sie in einer Beziehung mit dem Wrestler Bryan Danielson, den sie am 11. April 2014 ehelichte. Ihre gemeinsame Tochter kam am 9. Mai 2017 auf die Welt. Ihr gemeinsamer Sohn kam am 1. August 2020 auf die Welt.

## Titel und Auszeichnungen

### Titel
- 1× WWE Divas Champion[13]

### Auszeichnungen
- 2016: Teen Choice Awards Auszeichnung in der Kategorie Choice Female Athlete[14] mit Nikki Bella

- 2021: Aufnahme in die WWE Hall of Fame als Mitglied der Bella Twins